# ارشلی
ارشلی (به لاتین: Ərşəli) یک منطقه مسکونی در جمهوری آذربایجان است که در شهرستان کردامیر واقع شده‌است. ارشلی ۷۳۷ نفر جمعیت دارد.